# 高環 (萬曆進士)
高環（1552年—1603年），字循卿，號冀泉，山西潞安府長治縣人，民籍，明朝官员。

## 生平
萬曆元年（1573年）癸酉科山西鄉試第六十一名，萬曆十四年（1586年）丙戌科會試三百十三名，登三甲第一百二十一名進士。工部观政，本年授直隶定兴知县，十七年丁憂歸。二十一年復除河南确山知县，二十五年擢户部主事，管河西务鈔关，二十八年山東、河南监兑，本年升员外郎，三十年升郎中，管甘固粮储，三十一年养病，卒于官。著有《漫圆诗稿》。

## 家族
曾祖高遷；祖父高運成；父高騰。母吳氏；生母李氏。慈侍下。兄高现。